# Lesňák hnědopláštíkový
Lesňák hnědopláštíkový (Myadestes myadestinus; havajsky kāmaʻo) je vyhynulý druh zpěvného ptáka z čeledi drozdovití (Turdidae). 

## Systematika
Popisnou autoritou lesňáka hnědopláštíkového je americký přírodovědec Leonhard Stejneger, jenž ptáka v roce 1887 popsal pod vědeckým jménem Phaeornis myadestina. Současná systematika tento druh klasifikuje v rámci rodu Myadestes v čeledi drozdovití (Turdidae). V některých zdrojích může být pokládán za konspecifický s druhy lesňák molokaiský (M. lanaiensis), lesňák havajský (M. obscurus) a lesňák světlebřichý (M. palmeri).

## Popis
Lesňák hnědoplášíkový dosahoval délky 18–20 cm. Vzhledem připomínal běžného drozdovitého ptáka a vyznačoval se krátkýma nohama a krátkým, byť širokým zobákem. Zbarvení dospělců se na horní části těla pohybovalo v červenohnědých a na spodních partiích ve světle šedých odstínech, se strakatou hrudí a boky. Dospívající jedinci byli naproti tomu tmavě hnědí se skvrněním a vespod šedaví s hnědými znaky. Zobák byl rohovinově černý, nohy rohovinově hnědé.

## Ekologie
Lesňák hnědoplášíkový byl endemitem ostrova Kauaʻi v rámci Havajských ostrovů. Původně se vyskytoval v lesích napříč celým ostrovem, nicméně již na konci 20. let 20. století žil výhradně v lesích v nadmořských výškách 1 050 až 1 300 metrů, tvořených zejména porosty rodů Acacia a Metrosideros a Metrosideros, Syzygium a Cheirodendron, s podrostem zahrnujícím zejména kapraďorosty a epifytní rostliny. O ekologii tohoto druhu se mnoho neví. Podle stavby zobáku se zdá, že byl plodožravější než jeho nejbližší příbuzní, ačkoli důležitý podíl stravy tvořil také hmyz či měkkýši. Preferovanou potravou byly plody druhu Freycinetia arborea.
Podle dobových zpráv lesňáci sedávali na nízkých hřadech, občas zde o sobě dávali vědět zpěvem a třepotáním křídly. Složitým flétnovým zpěvem se lesňáci ozývali většinou časně ráno, někdy však i za letu. Naopak vábení mělo podobu nepříjemného „braak“, prokládaného vysokými tóny připomínajícími policejní píšťalku. Sociální, respektive hnízdní chování zůstává obestřeno tajemstvím.

## Vyhynutí
Mezinárodní svaz ochrany přírody (IUCN) klade vyhynutí tohoto druhu na vrub zejména šíření nových infekcí nepůvodními komáry (např. ptačí malárie) a mýcení lesních stanovišť, k čemuž se mohl přidružovat vliv dalších nepůvodních druhů: prasat, predátorů i jiných ptáků. Zatímco na začátku 90. let 19. století šlo o nejhojnějšího ptáka ostrova, již v roce 1928 byl vytlačen jenom do lesů ve vyšších nadmořských výškách. Poslední jedinci přežívali v Alakaʻi Wilderness Preserve. Mezi lety 1968–1973 celková populace dle odhadů činila méně než 340 jedinců, v roce 1981 již pouze okolo 24 (± 20) jedinců. Poslední pozorování připadá na rok 1989, IUCN pak druh pokládá za vyhynulý od roku 2004, poněvadž pečlivé terénní průzkumy z let 1995 a 1997 nepotvrdily jeho další existenci. Roku 2021 ke stejnému kroku přistoupil i United States Fish and Wildlife Service. Ke konečnému vyhubení lesňáka černopláštíkového mohly přispět i hurikány, které zasáhly Alakaʻi v letech 1983 a 1992.